# یواس‌اس دورانت (دی‌ئی‌آر-۳۸۹)
یواس‌اس دورانت (دی‌ئی‌آر-۳۸۹) (به انگلیسی: USS Durant (DER-389)) یک کشتی بود که طول آن ۳۰۶ فوت (۹۳ متر) بود. این کشتی در سال ۱۹۴۳ ساخته شد.